# Gschnitz
Gschnitz je obec v Rakousku ve spolkové zemi Tyrolsko v okrese Innsbruck-venkov.
V obci žije 436 obyvatel.

## Poloha
Gschnitz leží v zadní části údolí Gschnitz (Gschnitztal), které se u Steinachu am Brenner ústí do údolí Wipp (Wipptal). Obec se rozkládá v čele údolí (s 3277 m vysokým Habichtem) a na jihu tvoří hranici s Jižním Tyrolskem (Itálie).
Na rozdíl od sousední obce Trins se obec skládá z roztroušených jednotlivých statků, z nichž některé jsou zdobeny barokními malbami. Čilá stavební činnost v posledních desetiletích vedla k zvýšení hustoty osídlení.
Obec má rozlohu 59,1 km². Z toho tvoří 24 % lesy, tři procenta orná půda, osm procent alpské louky.

### Sousední obce
Obec sousedí s obcí Neustift im Stubaital na severozápadě, s Trins na severovýchodě, s obcemi Brenner a Obernberg am Brenner na jihovýchodě. Jižní hranice je s Itálií.

## Historie
První písemná zmínka o obci je uvedena v tyrolském urbáři hraběte Menharda II.  z roku 1288, kde je uváděna jako Gasnitz. Starobylý název místa pochází z keltského cassaniciu (u dubů). Ve vrcholném středověku tvořily vesnici jednotlivé statky, teprve v 18. století se kolem farního kostela, který byl v roce 1755 přestavěn Franzem de Paulou Penzem v rokokovém stylu, vytvořila vesnice s dnešním centrem. Gschnitz je od roku 1811 samostatnou obcí.
V únoru a březnu 1970 obec zasáhly laviny, z nichž některé způsobily velké škody na majetku.

## Znak
Devět černo-stříbrných sedlových střech připomíná devět původních středověkých dvorů, které tvořily jádro osady. Kombinace červené a bílé znamená jejich svrchované zakladatele a majitele.